# Paul Hermann Müller
Paul Hermann Müller (Olten, Solothurn kanton, 1899. január 12. – Bázel, 1965. október 13.) svájci vegyész. 1948-ban elnyerte az orvostudományi Nobel-díjat, mert felfedezte a DDT rovarirtó hatását és lehetővé tette olyan betegségek, mint a malária vagy sárgaláz terjesztőinek nagyléptékű irtását.

## Tanulmányai
Paul Müller 1899. január 12-én született Olten városában, Svájc Solothurn kantonjában. Ő volt Gottlieb Müller és Fanny Müller (leánykori nevén Leypoldt) négy gyermeke közül a legidősebb. Apja a Svájci Szövetségi Vasút dolgozója volt és a család előbb az aargaui Lenzburgba, majd Bázelbe költözött. Paul itt végezte iskoláit, elemibe a Freie Evangelische Volksschuléba járt, utána pedig beiratkozott előbb az Untere, majd az Obere Realschuléba. Műszaki érdeklődésű gyerek volt, fényképeit saját laboratóriumában hívta elő és rádiókészülékeket is épített.
1916-ban az iskolát félbehagyva laborasszisztensként belépett a Dreyfuss & Cie céghez, a következő évben pedig a Lonza AG erőművének laboratóriumában lett segédkémikus. 1918-ban visszament a középiskolába, 1919-ben leérettségizett és még abban az évben felvételt nyert a Bázeli Egyetemre. Az egyetemen szervetlen majd szerves kémiát tanult és 1925-ben doktori fokozatot szerzett (disszertációjának témája az m-xilidinek oxidációja volt).

## Ipari kutatómunkája
1925-ben a bázeli J. R. Geigy AG vegyipari cégnél helyezkedett el kutató vegyészként. Kezdetben növényi eredetű festék- és cserzőanyagokkal foglalkozott, kifejlesztett egy anyagot amivel a bőrt fehérre tudta cserzeni. A korai anyagai nem bírták a napfényt, de 1930-ra kifejlesztette a napálló Irgatan FL és Irgatan FLT cserzőanyagokat. Egy darabig fertőtlenítőszerekkel, molyirtókkal, növényvédőszerekkel foglalkozott és kifejlesztette a higanymentes csávázószert, a Graminone-t.

## A DDT

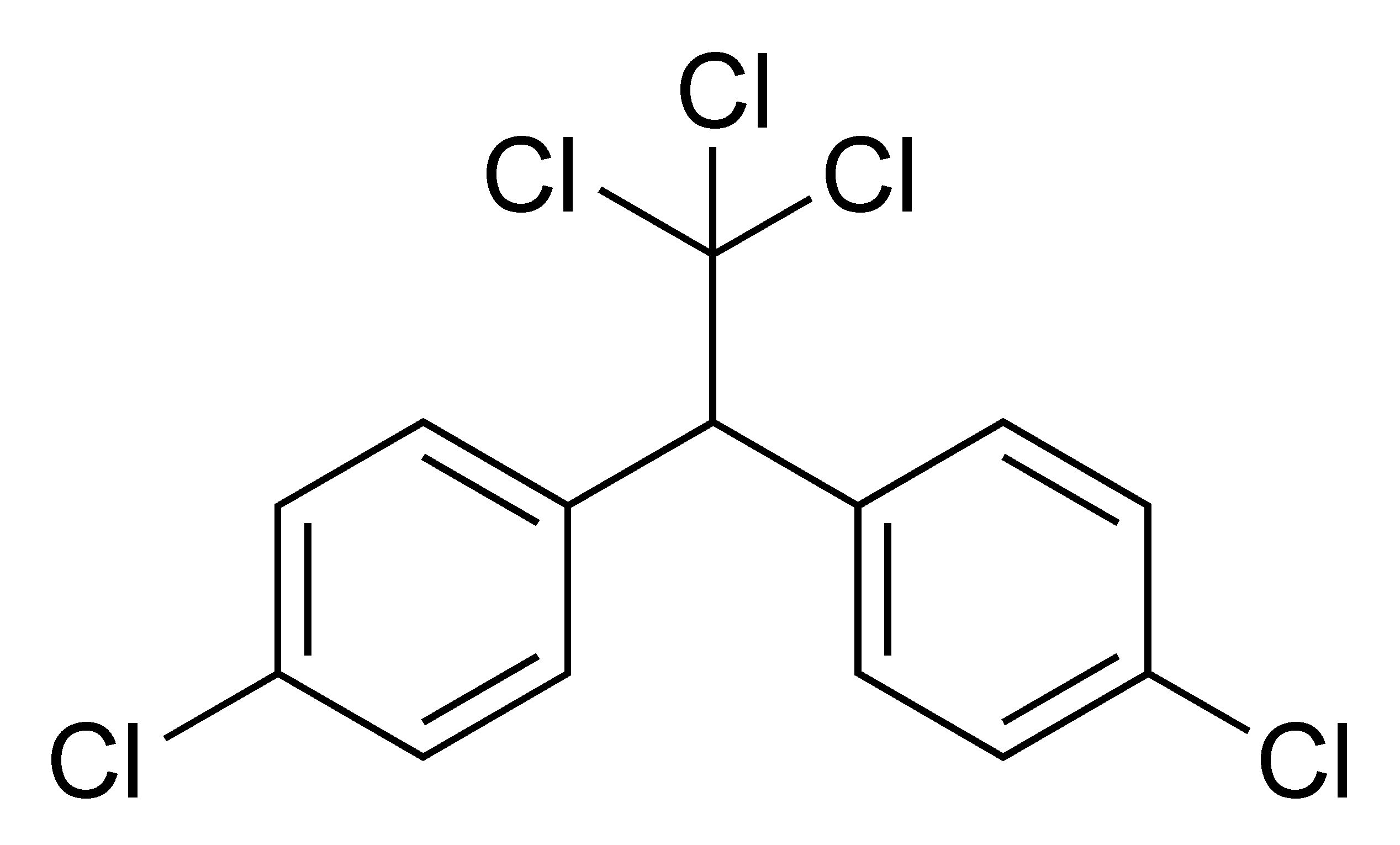
A DDT szerkezete

Müller 1935-ben kezdett el dolgozni egy új, szintetikus rovarirtó fejlesztésén. Az akkor forgalomban lévő szerek vagy meglehetősen drágák vagy kevéssé hatékonyak voltak; az egyetlen olcsó és biztos szer az arzén volt, ami viszont az emberre is rendkívül toxikus. A rovarok érzékeny veszteségeket okoztak a svájci mezőgazdaságnak is, ami egyes években élelmiszerhiánnyal járt és olyan rovarok által terjesztett betegségek, mint például a tífusz sok ember halálát okozták. Az első világháború idején a tífusz csak Oroszországban hárommillió áldozatot követelt.
Müller négy éven át kereste a megfelelő szert, míg 349 hiábavaló próbálkozás után 1939 szeptemberében rábukkant a diklór-difenil-triklóretánra, vagy DDT-re. A vegyületet először az osztrák Othmar Zeidler szintetizálta 1874-ben, de rovarölő hatását korábban nem ismerték fel. Müller kísérleteiben nyilvánvalóvá vált, hogy a DDT szinte minden rovar számára rendkívül mérgező, legyen az kolorádóbogár, szúnyog, tetű vagy bolha, míg a gerincesekre alig hatott. 1940-ben megkapták a svájci szabadalmi védettséget (1942-ben Angliában, 1943-ban pedig az USA-ban is szabadalmaztatták), 1942-ben pedig piacra dobták az első DDT-tartalmú rovarirtókat Gesarol és Neocide néven.
Az amerikai hadsereg 1943-as észak-afrikai és olaszországi hadműveletei során a DDT rendkívül hatásosnak bizonyult a malária és tífusz megelőzésében. A csendes-óceáni szigeteken azelőtt több katona halt meg a malária következtében, mint a japánok elleni harcban, de az új szer alkalmazásával sok szigetről teljesen kiirtották a betegséget. Az amerikai DuPont vegyipari konszern megvásárolta a szabadalmat és hatalmas mennyiségben kezdte gyártani az új rovarirtót.
A háború végén a felszabadított koncentrációs táborokban, menekülttáborokban, éhezéstől legyengült civilek körében számtalan életet mentettek meg a tífuszjárványok megelőzésével. A háború után pedig a lakóépületek belső falának lefújásával sok országban (beleértve az Egyesült Államokat) sikerült visszaszorítani, majd néhány év alatt teljesen kiirtani a maláriát. Még a trópusi latin-amerikai és ázsiai területeken is kevesebb, mint 1%-ra esett vissza a megbetegedések száma. Az Amerikai Tudományos Akadémia becslése szerint csak a malária visszaszorítása révén a DDT 500 millió ember halálát előzte meg.
Két évtizeden át a DDT volt a világon legnagyobb méretekben alkalmazott rovarirtó, mind egészségügyi, mind növényvédelmi téren, míg ki nem derült, hogy nagyfokú stabilitása és a szervezetben való felhalmozódása miatt egyúttal hatalmas környezeti és egészségügyi károkat is okoz. A szerves kémikus Wolfner András írja:
```
"Lassanként azonban kiderült, hogy a DDT kezdetben előnyösnek vélt tulajdonságai nem is olyan előnyösek. Rájöttek, hogy nem szelektív hatású, s a hasznos rovarokat is válogatás nélkül elpusztítva ökológiai zavarokat, károkat okoz. Amit pedig a legkedvezőbb tulajdonságának véltek – ti. hogy nem illékony és a természetben hosszú ideig nem bomlik le –, rendkívül hátrányosnak bizonyult, hiszen a kipermetezett DDT a talajvízzel a folyókba és a tavakba jutva felhalmozódik az algákban, onnan a táplálékláncon át a halakba, majd a madarakba kerül, szervezetükben felhalmozódik és pusztulásukhoz vezethet, vagy legalábbis gátolja szaporodásukat. A DDT használatának következményeit a környezetre a legfrappánsabban Rachel 
Carson
 írta le a "Néma tavasz" címû könyvében. Mindezek eredményeként mintegy húsz évvel bevezetése után a DDT használatát betiltották a fejlett országokban. ... ötven évvel a vegyület inszekticidként való bevezetése és harminc évvel betiltása után történetében újabb fordulat következett be: W. R. 
Kelce 
és munkatársai a 
Nature
-ben (Vol. 375/1995/p.
 
58l ) arról számoltak be, hogy patkányokon végzett kísérletek szerint a DDT fő metabolitja, a 
p,p'-
DDE
 
hatásos antiandrogén, azaz olyan anyag, amely a magzati életben gátolja a férfijelleg, a szaporodási szervek normális kialakulását."
[
4
]
```

## Későbbi pályafutása
Paul Müllert 1946-ban a Geigy AG tudományos igazgatóhelyettesévé nevezték ki. 1948-ban a DDT rovarirtó hatásának felfedezéséért orvostudományi Nobel-díjban részesült. Ő volt az első, aki élettudományi háttér nélkül kapta meg ezt a kitüntetést. 1961-ben nyugdíjba vonult és otthoni laboratóriumában folytatta kísérleteit.

## Családja
Paul Müller 1927-ben vette feleségül Friedel Rüegseggert. Három gyermekük született, Heinrich (1929-ben), Niklaus (1933-ban) és Margaretha (1934-ben). Müller szabad idejében szívesen kirándult a Svájci Alpokban és a Jura-hegységben, fényképezett és gyümölcsfáit ápolta.
Paul Müller 1965. október 13-án halt meg rövid betegség után, 66 éves korában.